# Michel Toesca
Michel Toesca est un acteur, réalisateur et scénariste français.

## Filmographie

### Acteur
- 1997 : Les Robes
- 1997 : Sinon, oui de Claire Simon
- 1999 : Swamp !

### Réalisateur et scénariste
- 1994 : Dans un grand lit carré
- 2004 : J'irai cracher sur vos tongs
- 2009 : Per Sempre
- 2011 : The Village
- 2012 : Démocratie zér06
- 2018 : Libre
- 2023 : Autrement